# Filmografia Elvisa Presleya

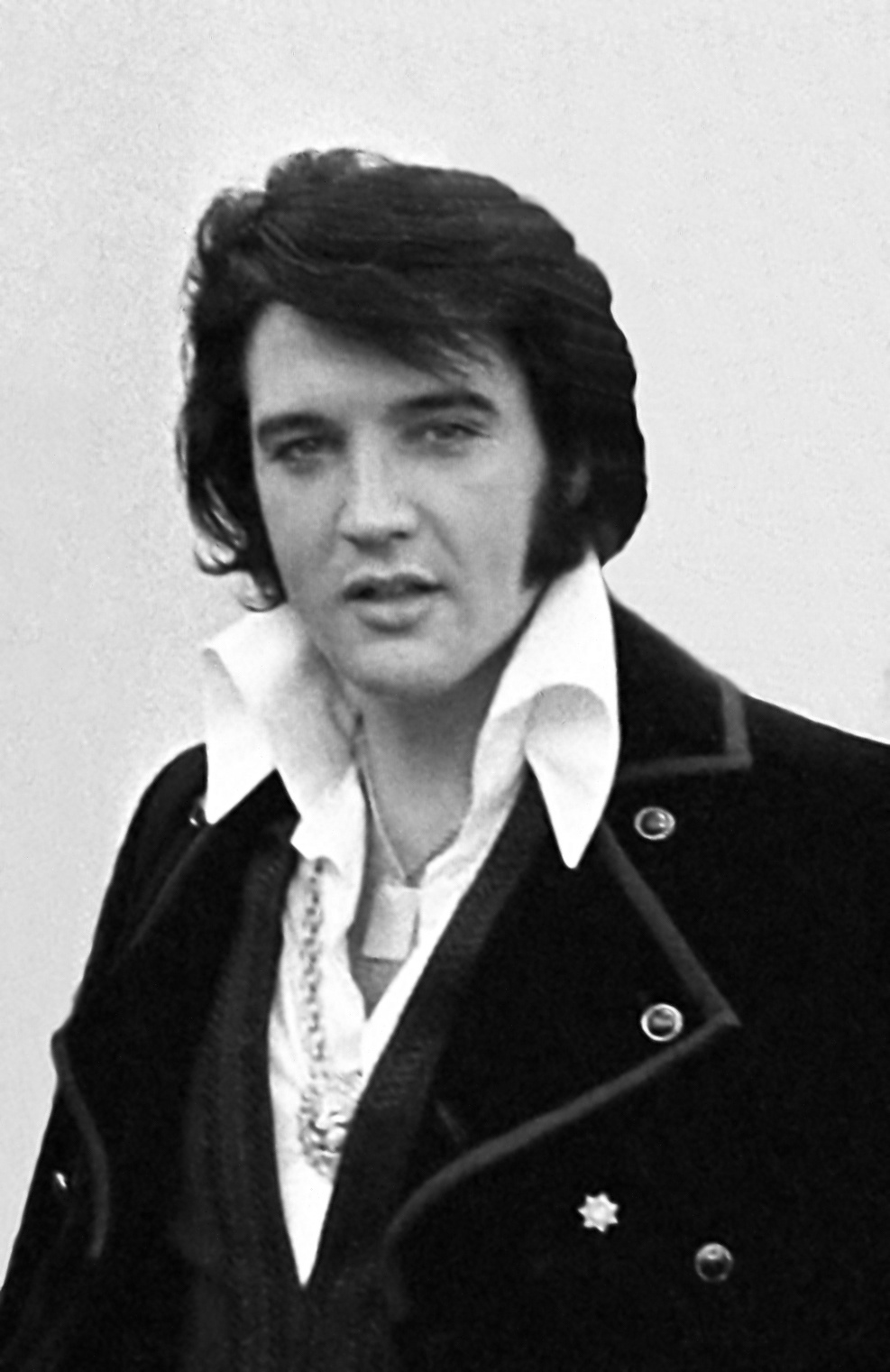
Elvis Presley

Filmografia Elvisa Presleya – lista 33 pełnometrażowych filmów (z czego dwa to dokumentalne zapisy koncertów), w których na przestrzeni szesnastu lat wystąpił Elvis Presley. Na ekranie po raz pierwszy pojawił się w filmie Kochaj mnie czule z 1956 roku. Przed powołaniem do wojska w 1958 roku zagrał jeszcze w: Kochając ciebie, Więzienny rock  i Król Kreol. Kiedy po dwóch latach powrócił, jego menażer, pułkownik Parker, postanowił zrobić z niego aktora i piosenkarza, który byłby do przyjęcia przez wszystkich. Kręcono więc masowo szybkie i tanie filmy, a które zapewniały wysokie dochody. Chociaż krytyka negatywnie oceniła te produkcje, fani piosenkarza byli zachwyceni. Producent Hal B. Wallis, który wyprodukował dziewięć filmów Elvisa, nazwał je „jedyną pewną rzeczą w Hollywood”.

## Gwiazda Hollywood

### Zdjęcia próbne
Choć przed rozpoczęciem kariery filmowej Presley deklarował, że nie ma żadnego aktorskiego doświadczenia, to jeden z jego kolegów z Humes High School wspominał, że Elvis był często obsadzany w roli głównej w szkolnych przedstawieniach szekspirowskich. Jednak na poważnie aktorstwem zajął się w 1956 roku, kiedy to pod koniec marca został zaproszony na zdjęcia próbne do wytwórni Paramount Pictures. Zainteresował się nim producent filmowy Hal B. Wallis, który wcześniej zobaczył go w jednym z programów telewizyjnych. W czasie próbnych zdjęć Elvis najpierw zagrał fragment sztuki Williama Ingea, a potem razem z Frankiem Faylenem odegrał scenę z filmu Zaklinacz deszczu. Dwa tygodnie później w radiowym wywiadzie oznajmił, że być może zadebiutuje w tym filmie, jednak ostatecznie rolę tę otrzymał Earl Holliman.

### Lata 50.

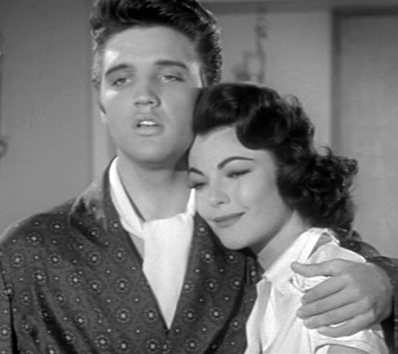
Elvis i Judy Tyler w filmie Więzienny rock

Ponieważ zdjęcia próbne wypadły pomyślnie, 25 kwietnia 1956 roku Elvis podpisał siedmioletni kontrakt z wytwórnią Paramount i producentem Halem Wallisem, który zezwalał mu również na współpracę z innymi studiami filmowymi. Wallis, który wyprodukował takie klasyki jak: Casablanca, Mały Cezar i Sokół maltański, obiecał Presleyowi, że będzie dla niego szukał takich ról, które pozwolą mu na poważnie zabrać się za jego karierę aktorską. Rozważał więc obsadzenie Elvisa w Wyścigu Szczurów, filmie o „naiwnym chłopcu”, który chce zaistnieć jako muzyk na Manhattanie, ale zrezygnował z tego pomysłu, gdy jeden z kierowników studia uznał, że Elvis się do tego nie nadaje. Ostatecznie film został nakręcony w 1960 roku z Tonym Curtisem w roli głównej. Innym pomysłem Wallisa było obsadzenie Presleya w parze z Jerrym Lewisem, który po siedemnastu filmach, zakończył współpracę ze swoim komediowym partnerem Deanem Martinem.
Wallis „wypożyczył” tymczasowo Elvisa wytwórni 20th Century Fox, która zaproponowała mu udział w filmie The Reno Brothers. Jego tytuł zmieniono później na Love Me Tender pod wpływem świetnych wyników sprzedaży singla pod tym samym tytułem. 15 listopada 1956 roku w Nowym Jorku odbyła się premiera filmu, na którą przybyły tłumy widzów. I choć fani piosenkarza byli zachwyceni, to krytyka uznała, że film okaże się katastrofą. Pomimo nieprzychylnych recenzji, obraz w ciągu pierwszego tygodnia przyniósł 540 000 dolarów zysku, a łącznie kilka milionów, przy budżecie nieprzekraczającym 800 000 dolarów. Bardzo dobrze sprzedał się także minialbum z piosenkami wykorzystanymi w filmie, chociaż Elvis nie chciał, by się w nim znalazły.
Sukces Love Me Tender sprawił, że już wiosną 1957 roku rozpoczęły się zdjęcia do filmu Kochając ciebie, który był pierwszą produkcją dla wytwórni Paramount. Zanim w 1958 roku piosenkarz został powołany do wojska nakręcił jeszcze Więzienny rock i Króla Kreola, który w opinii wielu, nawet niezbyt przychylnych mu krytyków, był najlepszym w jego dotychczasowej karierze.

### Lata 60.

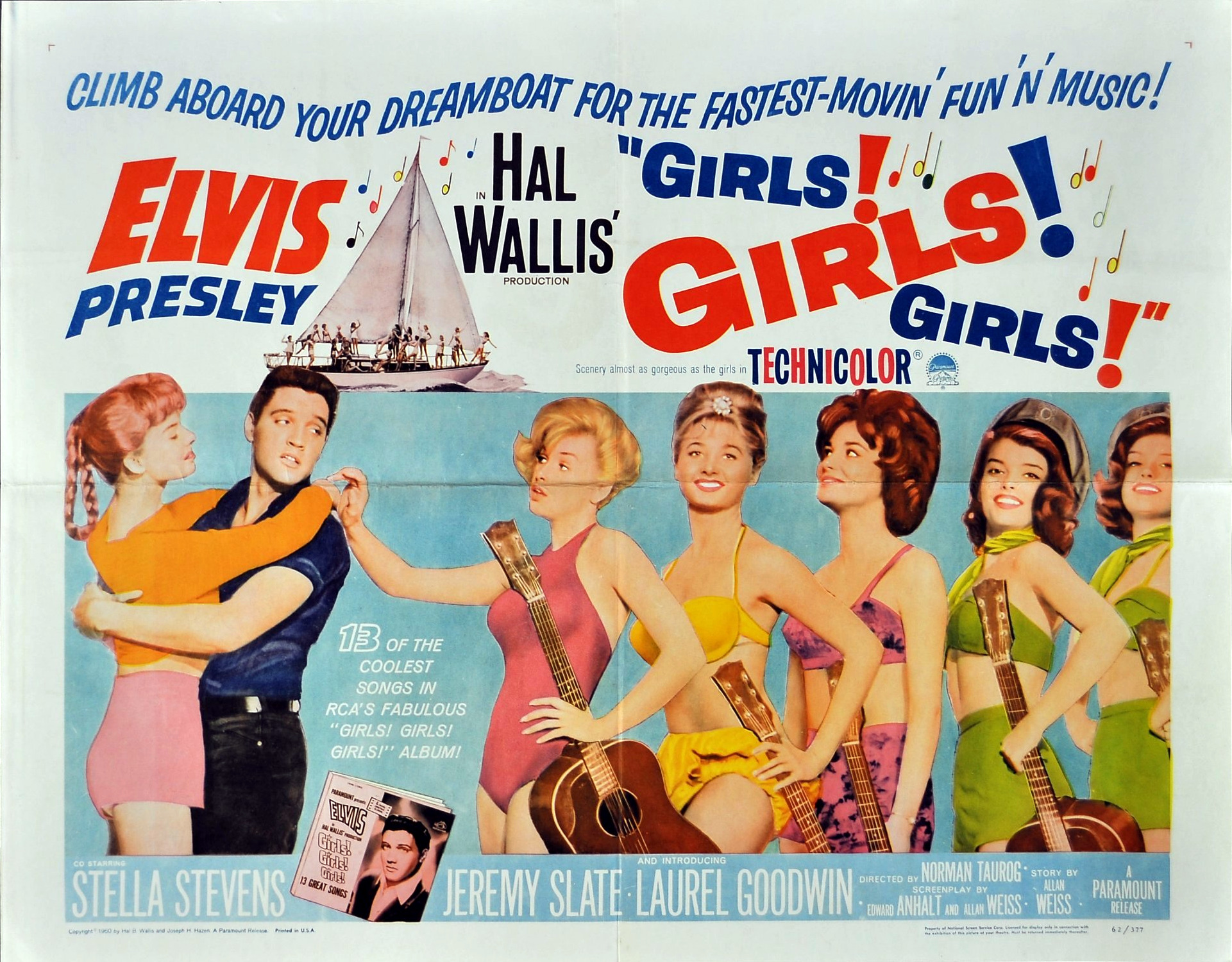
Plakat filmu Dziewczyny! Dziewczyny! Dziewczyny!

W sierpniu 1959 roku, kiedy Presley odbywał jeszcze służbę wojskową w Niemczech, odwiedził go Hal Wallis, żeby obejrzeć oryginalną scenerię, w której służy. W planach znajdował się już bowiem kolejny film, w którym Elvis miał zagrać żołnierza stacjonującego w Niemczech. Jego roboczy tytuł brzmiał Café Europa, jednak później zmieniono go na Żołnierski blues. Sukces filmu stał się wyznacznikiem dla kolejnych, które producenci masowo kręcili w latach 60. Presley ich nie lubił w przeciwieństwie do swoich fanów, którzy uwielbiali takie połączenie muzyki, romansu i humoru. Jego następne dwa filmy, Płonąca gwiazda i Dzikus z prowincji, gdzie pojawia się więcej pojazdów, mniej piosenek i poważniejsze podejście do fabuły, odniosły mniejszy sukces niż ich poprzednik, więc powrócono do muzycznych komedii. Wydane w 1961 roku Błękitne Hawaje odniosły jeszcze większy sukces niż Żołnierski blues i stały się najpopularniejszym filmem Elvisa, jednak spowodowało to, że producenci zaczęli masowo robić podobne, co niekorzystnie wpłynęło na ich jakość i karierę aktorską piosenkarza. Według Priscilli Presley, w późnych latach 60. „za słabnącą popularność winił swoje monotonne filmy”, których „fabuł nie cierpiał”. Dodała też, że: „mógł domagać się lepszych scenariuszy, ale tego nie zrobił”. Z kolei Wallis broniąc swoich działań, powiedział później krytykom, że 

Elvis był wielkim artystą, wielką osobowością… i właśnie to kupiliśmy, kiedy kupiliśmy jego. Pomysł dopasowania Elvisa do ról dramatycznych był czymś, czego nigdy nie zamierzaliśmy, ponieważ nie chcieliśmy drugiego Jimmy’ego Deana

W 1969 roku Elvis nakręcił Złamane śluby, który był jego ostatnim filmem fabularnym w karierze. Była to rola, o jakiej zawsze marzył. Chociaż nie był to szczególnie głęboki film, to Złamane śluby prezentowały wiarygodną fabułę i inny niż dotychczas wizerunek Elvisa. Pod koniec lat 60. pułkownik Parker dostrzegł, że era jego filmowych musicali dobiega końca, więc wraz z wygaśnięciem ostatnich kontraktów zaczął przygotowywać jego powrót na scenę. Przedtem Elvis otrzymał jeszcze propozycję zagrania głównej roli w biograficznym filmie o Hanku Williamsie, legendarnym muzyku country, ale z nieznanych przyczyn negocjacje się nie powiodły.
Bez względu na to, jaki poziom prezentowały filmy Presleya, wszystkie odniosły duży sukces komercyjny i „stały się gatunkiem samym w sobie”. Ponieważ piosenkarz nie dawał zagranicznych koncertów, jego fani na całym świecie mogli go oglądać przynajmniej na srebrnym ekranie.

### Lata 70.
W 1970 roku pułkownik Parker podpisał z wytwórnią MGM kontrakt na realizację filmu dokumentalnego ze scenicznych występów Elvisa w Las Vegas. Ekipa filmowa przez kilka kolejnych dni nagrywała jego wieczorne występy, w których czasie zaśpiewał wiele swoich dobrze znanych piosenek. Po obejrzeniu filmu Elvis: Tak to jest, piosenkarz stwierdził: 

Myślę, że jest to mój najlepszy film, jaki nakręciłem w ciągu ostatnich 10 lat.

W 1972 roku rozpoczęły się zdjęcia do filmu Elvis w trasie, dokumentującego jego tournée po południowo-wschodnich stanach. Nakręcono nie tylko występy na scenie, ale także spotkanie z fanami na lotnisku, konferencję prasową oraz sekwencje z Vernonem Presleyem w Graceland. Dzięki wysiłkom realizatorów film okazał się jeszcze lepszy od poprzedniego, choć ze względu na skromną reklamę wiele osób o nim nie wiedziało. W 1974 roku pojawiła się jeszcze szansa na występ z Barbrą Streisand w wysokobudżetowej produkcji Narodziny gwiazdy, ale ze względu na bardzo wysokie wymagania finansowe Parkera, który zażądał aż 50% zysków, nie została ona wykorzystana.

## Lista filmów
| Rok  | Tytuł (pomniejszona czcionka oznacza tytuł oryginalny)                | Rola                         |
| ---- | --------------------------------------------------------------------- | ---------------------------- |
| 1956 | Kochaj mnie czule Love Me Tender                                      | Clint Reno                   |
| 1957 | Kochając ciebie Loving You                                            | Jimmy Tompkins (Deke Rivers) |
| 1957 | Więzienny rock Jailhouse Rock                                         | Vince Everett                |
| 1958 | Król Kreol King Kreol                                                 | Danny Fisher                 |
| 1960 | Żołnierski blues G.I. Blues                                           | Tulsa McLean                 |
| 1960 | Płonąca gwiazda Flaming Star                                          | Pacer Burton                 |
| 1961 | Dzikus z prowincji Wild in the Country                                | Glenn Tyler                  |
| 1961 | Błękitne Hawaje Blue Hawaii                                           | Chad Gates                   |
| 1962 | Doścignąć marzenie Follow That Dream                                  | Toby Kwimper                 |
| 1962 | Kid Galahad                                                           | Walter Gulick / Kid Galahad  |
| 1962 | Dziewczyny! Dziewczyny! Dziewczyny! Girls! Girls! Girls!              | Ross Carpenter               |
| 1963 | Co się zdarzyło na Targach Światowych It Happened at the World’s Fair | Mike Edwards                 |
| 1963 | Zabawa w Acapulco Fun in Acapulco                                     | Mike Windgren                |
| 1964 | Kochający się kuzyni Kissin’ Cousins                                  | Josh Morgan / Jodie Tatum    |
| 1964 | Miłość w Las Vegas Viva Las Vegas                                     | Lucky Jackson                |
| 1964 | Wagabunda Roustabout                                                  | Charlie Rogers               |
| 1965 | Szczęśliwa dziewczyna Girl Happy                                      | Rusty Wells                  |
| 1965 | Połaskotaj mnie Tickle Me                                             | Lonnie Beale / Panhandle Kid |
| 1965 | Harum Scarum                                                          | Johnny Tyronne               |
| 1966 | Frankie i Johnny Frankie and Johnny                                   | Johnny                       |
| 1966 | Podrap mnie w plecy Paradise, Hawaiian Style                          | Rick Richards                |
| 1966 | Sposób na spędzanie czasu Spinout                                     | Mike McCoy                   |
| 1967 | Łatwo przyszło, łatwo poszło Easy Come, Easy Go                       | Ted Jackson                  |
| 1967 | Wielkie kłopoty Double Trouble                                        | Guy Lambert                  |
| 1967 | Piknik Clambake                                                       | Scott Heyward                |
| 1968 | Trzymaj się z daleka, Joe Stay Away, Joe                              | Joe Lightcloud               |
| 1968 | Wyścigi Speedway                                                      | Steve Grayson                |
| 1968 | Tylko ją kochaj Live a Little, Love a Little                          | Greg Nolan                   |
| 1969 | Charro!                                                               | Jess Wade                    |
| 1969 | Kłopoty z dziewczynami The Trouble with Girls                         | Walter Hale                  |
| 1969 | Złamane śluby Change of Habit                                         | John Carpenter               |
| 1970 | Elvis: Tak to jest Elvis: That's the Way It Is                        | jako on sam                  |
| 1972 | Elvis w trasie Elvis On Tour                                          | jako on sam                  |

## Najbardziej dochodowe filmy
Lista najbardziej dochodowych filmów Elvisa bez uwzględnienia inflacji:
1. Miłość w Las Vegas (1964, MGM) – 5,1 mln dolarów
2. Błękitne Hawaje (1961, Paramount) – 4,7 mln dolarów
3. Żołnierski blues (1960, Paramount) – 4,3 mln dolarów
4. Kochaj mnie czule (1956, 20th Century Fox) – 4,2 mln dolarów
5. Więzienny rock (1957, MGM) – 3,9 mln dolarów
6. Kochając ciebie (1957, Paramount) – 3,7 mln dolarów
7. Dziewczyny! Dziewczyny! Dziewczyny! (1962, Paramount) – 3,6 mln dolarów
8. Wagabunda (1964, Paramount) – 3,3 mln dolarów
9. Szczęśliwa dziewczyna (1965, MGM) – 3,1 mln dolarów
10. Kochający się kuzyni (1964, MGM) – 2,8 mln dolarów